# رومئو بزتی
رومئو بزتی (فرانسوی: Romeo Bosetti‎؛ ۱۸ ژانویهٔ ۱۸۷۹ – ۲۷ اکتبر ۱۹۴۸) هنرپیشه و فیلم‌نامه‌نویس اهل فرانسه بود. وی که زادهٔ کشور ایتالیا بود؛ در سال ۱۹۴۸ در فرانسه درگذشت.